# Lutte aux Jeux africains de 2023
Navigation
2019
Les compétitions de lutte des Jeux africains de 2023 se déroulent du 9 au 11 mars 2024 à Accra, au Ghana. 

## Médaillés

### Hommes

#### Lutte libre
| Épreuves | Or                         | Argent                       | Bronze                                                    |
| -------- | -------------------------- | ---------------------------- | --------------------------------------------------------- |
| - 57 kg  | Gamal Mohamed (en) (EGY)   | Simeon Enozunimi (pl) (NGA)  | Omar Faye (pl) (SEN) Rabby Kilonga Kilandi (pl) (COD)     |
| - 65 kg  | Omar Mourad (pl) (EGY)     | Stephen Izolo (pl) (NGA)     | Mohamed Ben Hafsia (pl) (TUN) Manaceu Ngonda (pl) (ANG)   |
| - 74 kg  | Amr Reda Hussen (en) (EGY) | Abdelkader Ikkal (pl) (ALG)  | Bacar Ndum (pl) (GBS) Andy Mukendi (pl) (COD)             |
| - 86 kg  | Ahmed Mahmoud (EGY)        | Cedric Abossolo (pl) (CMR)   | Ben Theron (pl) (RSA) Harrison Onovwiomogbohwo (pl) (NGA) |
| - 97 kg  | Mostafa Elders (EGY)       | Wali Eddine Kebir (pl) (ALG) | Aron Isomi Mbo (pl) (COD)                                 |
| - 125 kg | Youssif Hemida (pl) (EGY)  | Ashton Mutuwa (pl) (NGA)     | Hamza Haloui (en) (ALG)                                   |

#### Lutte gréco-romaine
| Épreuves | Or                       | Argent                    | Bronze                                                |
| -------- | ------------------------ | ------------------------- | ----------------------------------------------------- |
| - 60 kg  | Moamen Mohamed (EGY)     | Ismail Ettalbi (MAR)      | Abdelkarim Fergat (ALG)                               |
| - 67 kg  | Mohamed Elsayed (EGY)    | Ishak Ghaiou (ALG)        | Souhaib Khdar (MAR)                                   |
| - 77 kg  | Abd Elkrim Ouakali (ALG) | Mahmoud Abdelrahman (EGY) | Emmanuel Chinonso Nworie (NGA) Radhwen Tarhouni (TUN) |
| - 87 kg  | Bachir Sid Azara (ALG)   | Mohamed Metwally (EGY)    | Roberto Mbaio Nsangua (ANG)                           |
| - 97 kg  | Mohamed Gabr (EGY)       | Fadi Rouabah (ALG)        | Mohamed Dhia Jabri (TUN)                              |
| - 130 kg | Abdellatif Mohamed (EGY) | Radhouane Chebbi (TUN)    | Hamza Haloui (en) (ALG)                               |

### Femmes
| Épreuves | Or                                   | Argent                                    | Bronze                                                              |
| -------- | ------------------------------------ | ----------------------------------------- | ------------------------------------------------------------------- |
| - 50 kg  | Miesinnei Mercy Genesis (NGA)        | Nada Mohamed (EGY)                        | Rosine Ntsa Assouga (CMR)                                           |
| - 53 kg  | Christianah Tolulope Ogunsanya (NGA) | Nogona Céline-Josée Bakayoko (CIV)        | Shaimaa Atef Barakat Mohamed (EGY) Miriam Drock Ngoe Wase (CMR)     |
| - 57 kg  | Odunayo Adekuoroye (NGA)             | Zineb Hassoune (MAR)                      | Louji Walid Khalf Yassin (EGY) Kavelishimwe Ester Abraham (NAM)     |
| - 62 kg  | Esther Omolayo Kolawole (NGA)        | Gharam Mahmoud Attia Moustafa Askar (EGY) | Salmantou Coulibaly (BUR) Safietou Goudiaby (SEN)                   |
| - 68 kg  | Blessing Oborududu (NGA)             | Blandine Nyeh Ngiri (CMR)                 | Samah Abdellatif Mahmoud Abdellatif (EGY) Rosie Kabeya Tabora (COD) |
| - 76 kg  | Hannah Amuchechi Rueben (NGA)        | Amy Youin (CIV)                           | Lillian Bridgette Mbena (RSA) Samar Amer Ibrahim Hamza (EGY)        |

## Tableau des médailles
- Pays organisateur (Ghana)

| Rang               | Nation                           | Or | Argent | Bronze | Total |
| ------------------ | -------------------------------- | -- | ------ | ------ | ----- |
| 1                  | Égypte                           | 10 | 4      | 4      | 18    |
| 2                  | Nigeria                          | 6  | 3      | 2      | 11    |
| 3                  | Algérie                          | 2  | 4      | 3      | 9     |
| 4                  | Cameroun                         | 0  | 2      | 2      | 4     |
| 5                  | Maroc                            | 0  | 2      | 1      | 3     |
| 6                  | Côte d'Ivoire                    | 0  | 2      | 0      | 2     |
| 7                  | Tunisie                          | 0  | 1      | 3      | 4     |
| 8                  | République démocratique du Congo | 0  | 0      | 4      | 4     |
| 9                  | Afrique du Sud                   | 0  | 0      | 2      | 2     |
| 9                  | Angola                           | 0  | 0      | 2      | 2     |
| 9                  | Sénégal                          | 0  | 0      | 2      | 2     |
| 12                 | Burkina Faso                     | 0  | 0      | 1      | 1     |
| 12                 | Guinée-Bissau                    | 0  | 0      | 1      | 1     |
| 12                 | Namibie                          | 0  | 0      | 1      | 1     |
| Total (14 nations) | Total (14 nations)               | 18 | 18     | 28     | 64    |